# Matki (nồi đất)

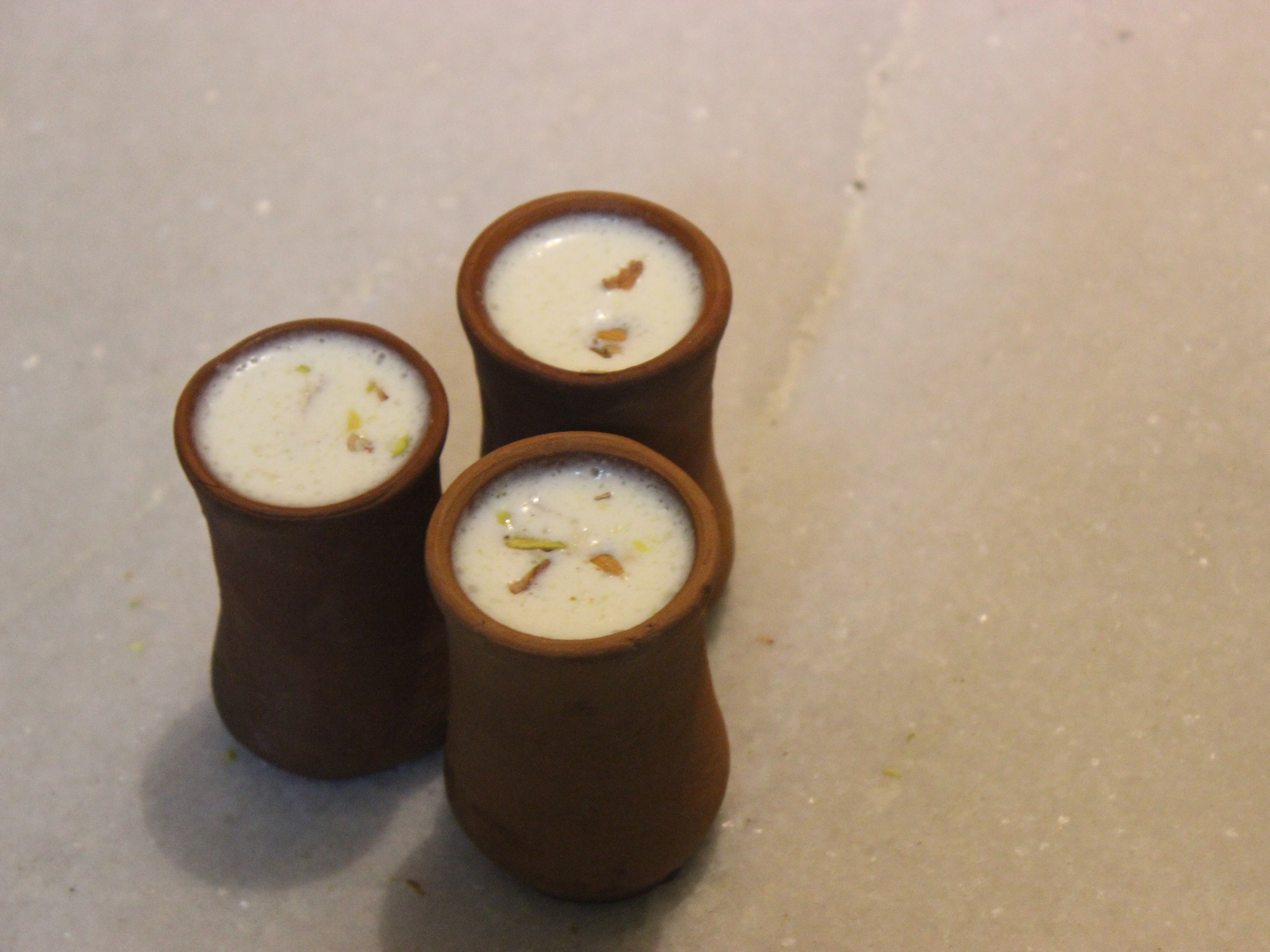
Pista Matka Kheer.

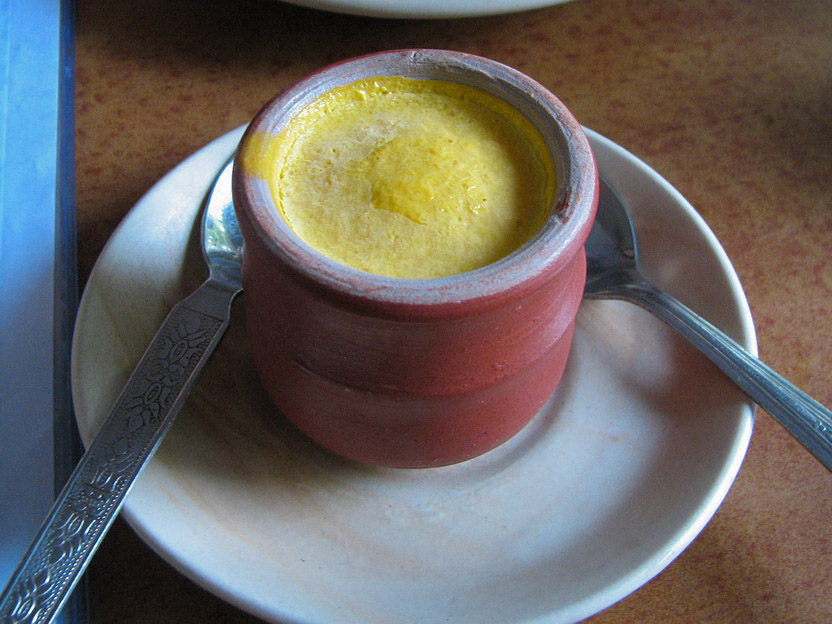
Matka Kulfi.

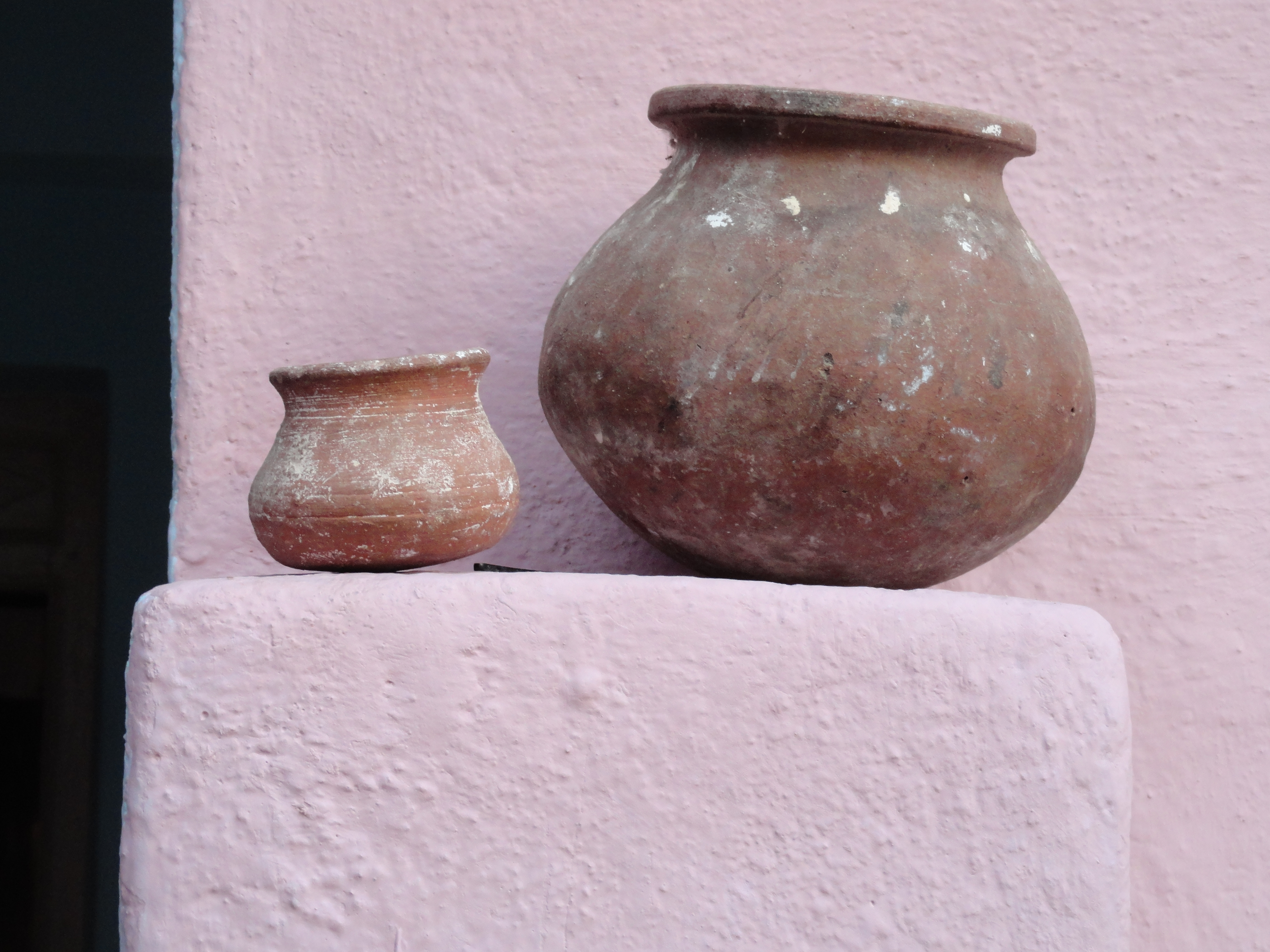
Một matki (nồi đất nhỏ) với một cái nồi nhỏ hơn gọi là 'budga' dùng để uống nước.

Matki (hay matka) là một từ tiếng Hindustan dùng chỉ một nồi đất. Nó được sử dụng trên khắp tiểu lục địa Ấn Độ, như một "đồ trữ nước làm mát" tại nhà. Nó đã được sử dụng từ thời cổ đại và có thể được tìm thấy trong các ngôi nhà của mọi tầng lớp xã hội.

## Sản xuất
Chúng được tạo ra bởi sự kết hợp của hai loại đất sét bùn: loại thứ nhất được lấy từ bề mặt của đất và loại thứ hai đào sâu hơn 10 feet vào lòng đất. Làm matka cần một lượng thời gian đáng kể. Đó là một quá trình dài ít nhất 8 ngày. Đất sét được trộn với nước, nặng hình, hoàn thành, đánh bóng, sấy khô và nung trong lò trong 5 ngày. Cuối cùng, nồi đất hoàn thành, một vật dụng làm mát nước tại nhà. Trong thời đại hiện nay, ở Ấn Độ, những chiếc bình bằng đất đã thay đổi với vòi được gắn vào để thuận tiện cho mọi người.

## Quá trình làm nguội
Quá trình làm mát hoạt động thông qua làm mát bay hơi. Mao dẫn làm cho nước bay hơi từ các lỗ nhỏ trong chậu, lấy nhiệt từ nước bên trong, do đó làm cho nước bên trong mát hơn nhiệt độ bên ngoài. Do đó nó chỉ được sử dụng trong mùa hè, không phải vào mùa đông.

## Gallery

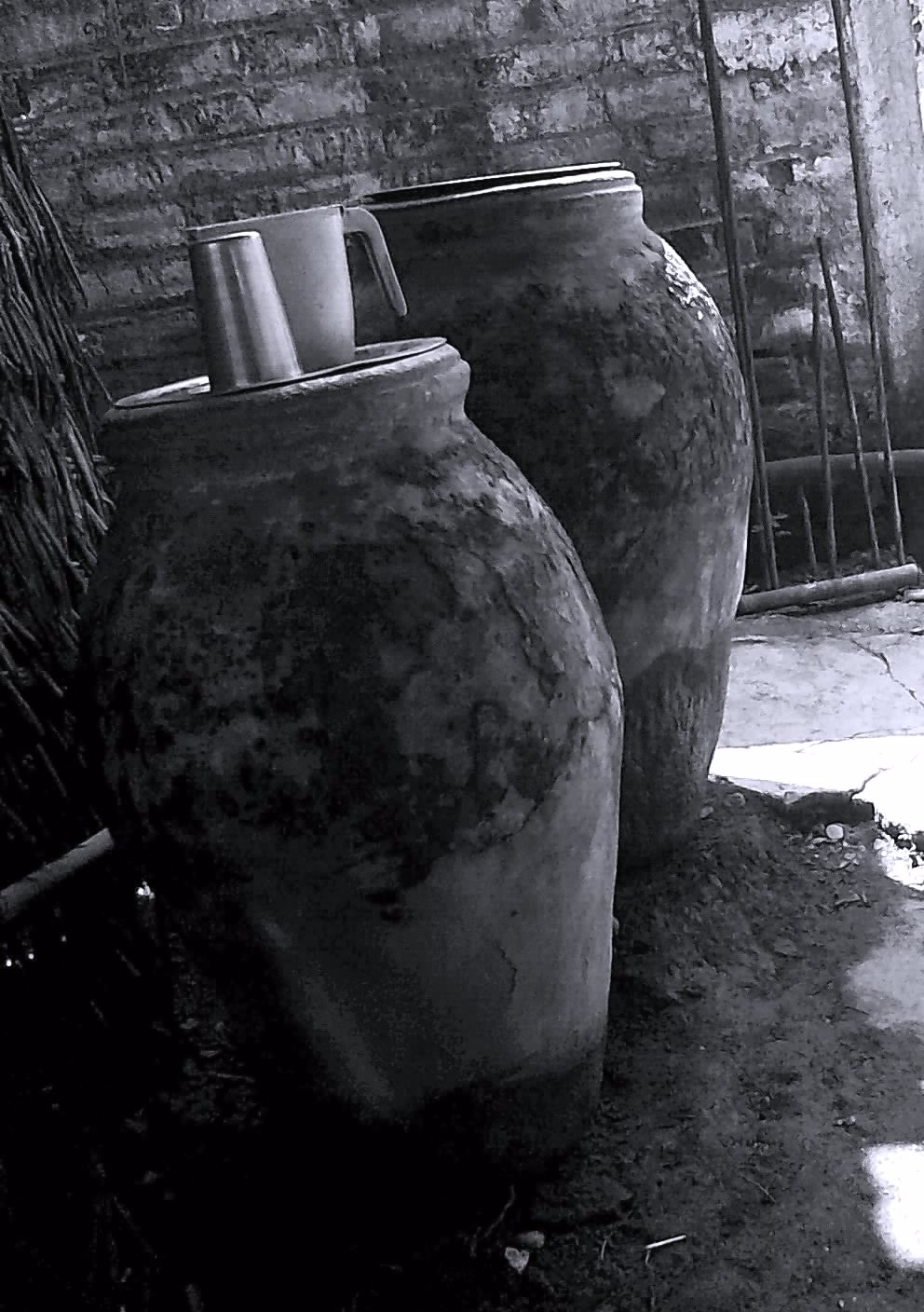
Một chiếc matka (nồi đất lớn) bên lề đường tại Chinawal, Ấn Độ.
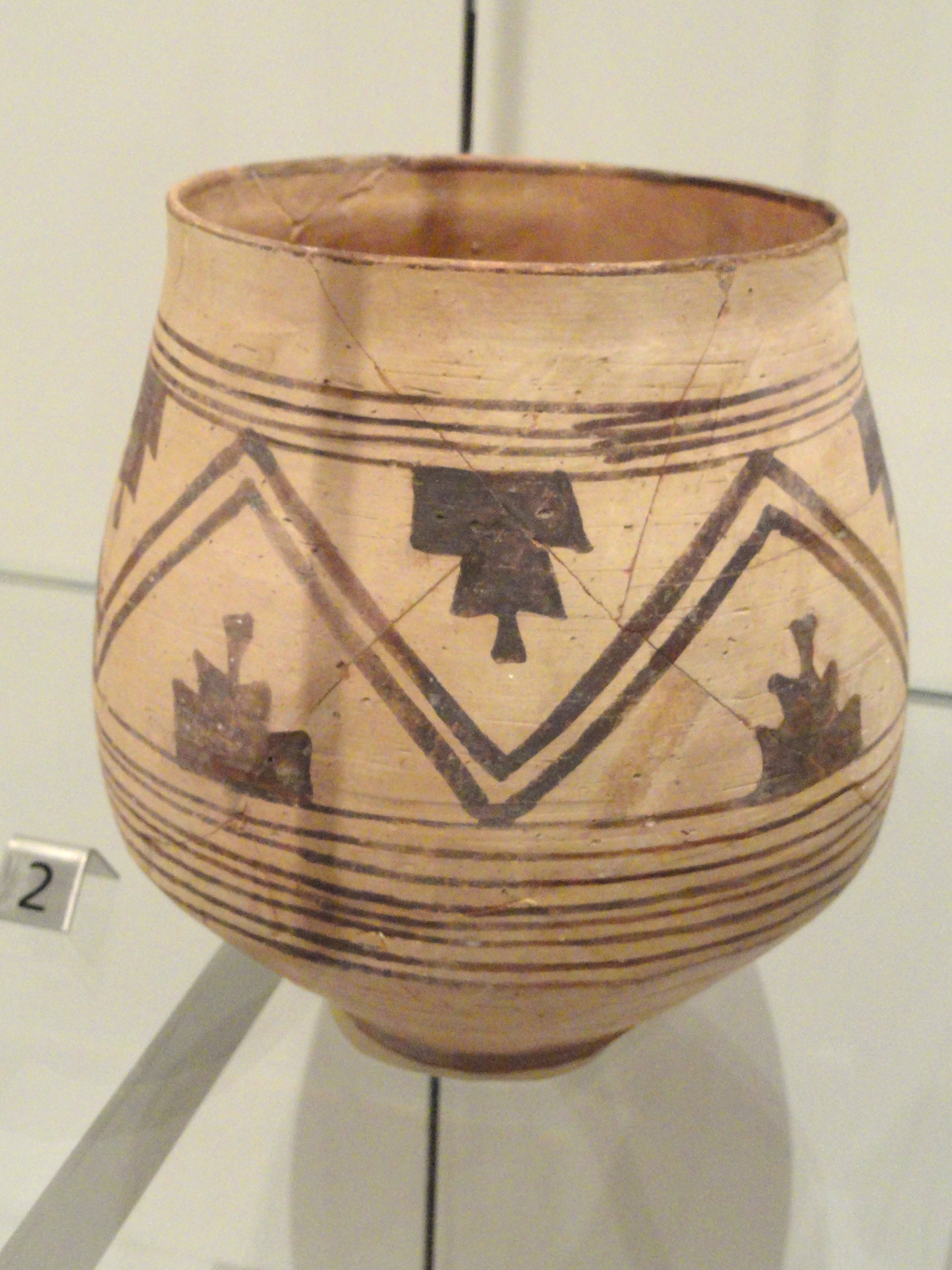
Nồi của nền văn minh lưu vực sông Ấn từ giai đoạn Harappan được tìm thấy tại Quetta ở Baluchistan, khoảng 2500-1900 trước Công nguyên, được trưng bày tại Bảo tàng Hoàng gia Ontario.
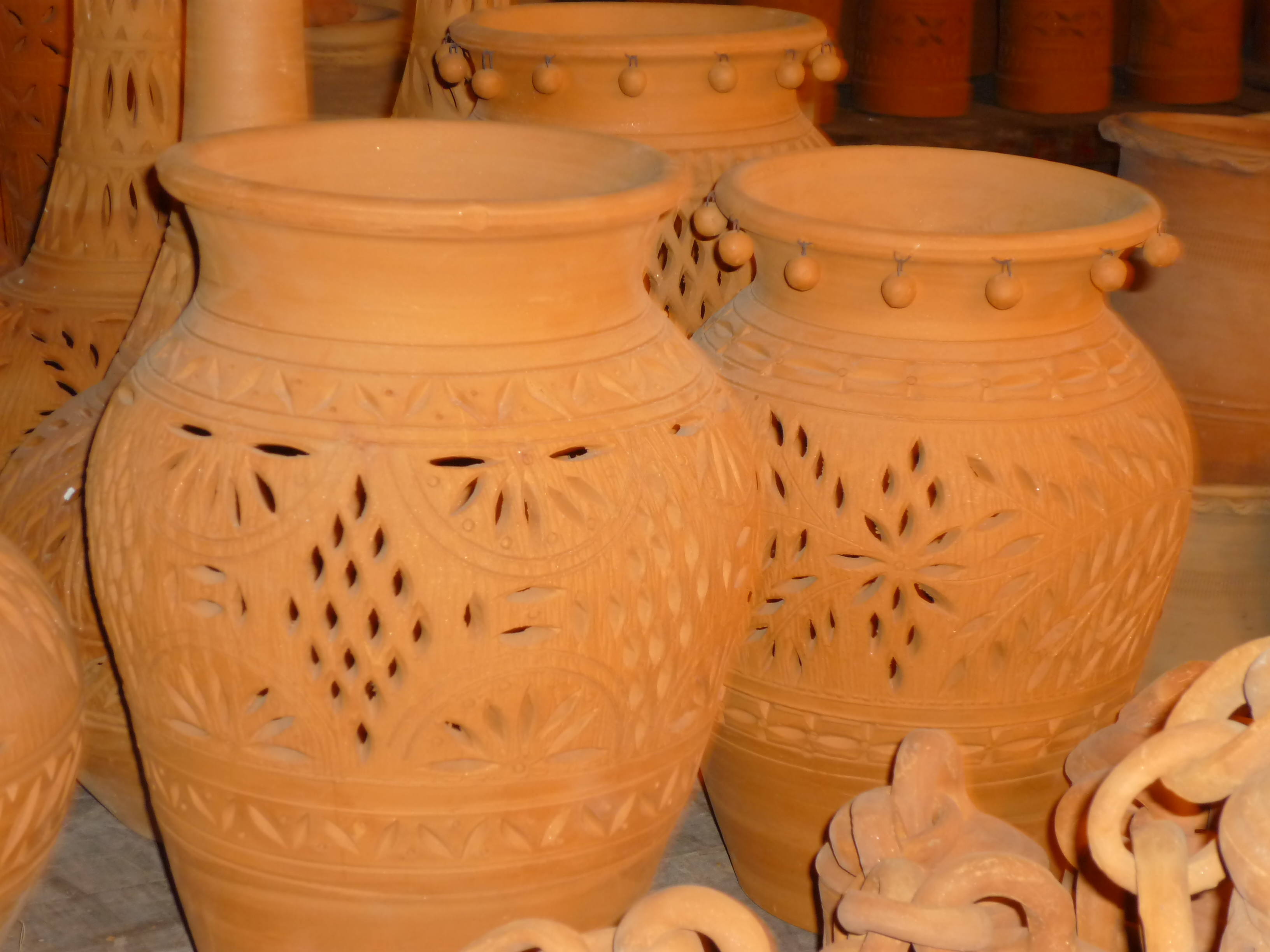
Những chậu đất sét ở Punjab ở Pakistan.